# Diocesi di Lebesso
La diocesi di Lebesso (in latino Dioecesis Lebessena) è una sede soppressa del patriarcato di Costantinopoli e una sede titolare della Chiesa cattolica.

## Storia
Lebesso, identificata con Kayaköy (in greco: Levissi) nell'odierna Turchia, è un'antica sede episcopale della provincia romana di Licia nella diocesi civile di Asia. Faceva parte del patriarcato di Costantinopoli ed era suffraganea dell'arcidiocesi di Mira.
A Levissi non è ancora stato scoperto alcun sito archeologico definito. Nella sua regione sono venuti alla luce i resti di diverse chiese bizantine, con iscrizioni cristiane, le più antiche delle quali databili al III/IV secolo.
La diocesi è documentata nelle Notitiae Episcopatuum del patriarcato di Costantinopoli fino al XII secolo. Tuttavia non è noto il nome di alcun vescovo per questa antica sede vescovile. Agli inizi del X secolo incomincia per la diocesi un periodo di decadenza, come manifesta la Notitia Episcopatuum di questo periodo che relega Lebesso all'ultimo posto tra le 33 suffraganee di Mira, mentre in precedenza si attestava al 27º rango. All'inizio del XIV secolo è documentata la sua unione con la vicina sede di Macre in un atto del patriarca Giovanni XIII Glykys del 1316. Una diocesi di Lybisios è ancora attestata nel 1644.
Dal 1933 Lebesso è annoverata tra le sedi vescovili titolari della Chiesa cattolica; la sede è vacante dal 16 gennaio 1968. Il titolo è stato assegnato a quattro vescovi: Giorgio Rossi, C.S.I., vicario apostolico del Napo in Ecuador; Joseph Wendel, vescovo coadiutore di Spira in Germania; Paul-Louis Touzé, vescovo ausiliare di Parigi; e Karmelo Zazinović, vescovo ausiliare di Veglia in Croazia.

## Cronotassi dei vescovi titolari
- Giorgio Rossi, C.S.I. † (23 maggio 1938 - 22 gennaio 1941 deceduto)
- Joseph Wendel † (4 aprile 1941 - 20 maggio 1943 succeduto vescovo di Spira)
- Paul-Louis Touzé † (22 giugno 1943 - 16 novembre 1960 deceduto)
- Karmelo Zazinović † (18 gennaio 1961 - 16 gennaio 1968 nominato vescovo di Veglia)